# ロキシーハンターとマーメイドの神話
ロキシーハンターとマーメイドの神話（ロキシーハンターとマーメイドのしんわ）(英語：Roxy Hunter and the Myth of the Mermaid)は、2008年7月13日に放映された2008 ニコロデオンオリジナル作品で、ロキシーハンター映画に第三版、プラス前の映画ロキシーハンターとシャーマンの秘密への直接の続編。